# Anni 1230
Gli anni 1230 sono il decennio che comprende gli anni dal 1230 al 1239 inclusi.

## Personaggi
- Intorno al 1230 muore Walther von der Vogelweide, poeta in medio alto-tedesco.